# Bondye
Der kreolische Ausdruck Bondye, Bondyè oder Bondyé (französisch Bon Dieu für „guter Gott“ geschrieben), Synonym Gran Met („großer Meister“), ist der Begriff für Gott im haitianischen Voodoo.
Bondye ist aus Sicht des Voodoo nicht direkt in menschliche Angelegenheiten involviert. Die Vermittlung zwischen dem einzigen Gott und den Menschen übernehmen die als Loa bezeichneten Geistwesen, die als Manifestationen Gottes angesehen werden. Bondye selbst gilt als Schöpfer der Welt, die von ihm im Gleichgewicht gehalten wird. Er soll von den Menschen weit entfernt existieren.